# 程林
程林（1962年1月—），男，汉族，山东菏泽人，中华人民共和国政治人物、第十二届全国人民代表大会山东地区代表。

## 生平
1979年9月入山东工学院电厂热能动力及设备专业学习；1983年7月毕业留校任教，先后被聘为副教授、教授；2004年3月任山东大学热科学与工程研究中心主任；2007年12月任山东大学能源与动力工程学院院长。2008年起担任第十一届全国人大代表。2013年，担任第十二届全国人大代表。2016年11月任山东省欧美同学会会长；2017年6月当选九三学社山东省第七届委员会主任委员；2017年11月任山东大学副校长；2018年1月任山东省政协副主席。2018年2月24日，当选为第十三届全国人大代表。2021年1月22日，第八届欧美同学会（中国留学人员联谊会）第一次全国会员代表大会召开，大会选举其担任第八届理事会副会长。2023年3月，以2123票赞成、713票反对、103票弃权当选第十四届全国人大常委会委员。